# Froland
Froland – norweskie miasto i gmina leżąca w regionie Agder.
Froland jest 172. norweską gminą pod względem powierzchni.

## Demografia
Według danych z roku 2005 gminę zamieszkuje 4672 osób. Gęstość zaludnienia wynosi 7,28 os./km². Pod względem zaludnienia Froland zajmuje 203. miejsce wśród norweskich gmin.
| ludność stan na 1 stycznia 2005 |         |           |       |
|                                 | kobiety | mężczyźni | razem |
| osób                            | 2377    | 2295      | 4672  |
| %                               | 50,88%  | 49,12%    | 100%  |

| wykształcenie stan na 1 października 2004 |            |         |        |          |
|                                           | podstawowe | średnie | wyższe | nieznane |
| osób                                      | 733        | 2328    | 467    | 53       |
| %                                         | 20,47%     | 65,01%  | 13,04% | 1,48%    |

## Edukacja
Według danych z 1 października 2004:
- liczba szkół podstawowych (norw. grunnskolar): 4
- liczba uczniów szkół podst.: 742

## Władze gminy
Według danych na rok 2011 administratorem gminy (norw. rådmann) jest Willy Hægeland, natomiast burmistrzem (norw. ordfører, d. borgermester) jest Sigmund Pedersen.